# Jamie Draven
Pour les articles homonymes, voir Draven.
 (novembre 2023).
Si vous disposez d'ouvrages ou d'articles de référence ou si vous connaissez des sites web de qualité traitant du thème abordé ici, merci de compléter l'article en donnant les références utiles à sa vérifiabilité et en les liant à la section « Notes et références ».
Jamie Draven, né Jamie Donnelly le 14 mai 1979 à Manchester, est un acteur anglais. Il est connu pour avoir joué dans le film Billy Elliot et participer à de nombreuses séries britanniques telles que Ultimate Force, Residue, The Mill…

## Biographie
Originaire du district de Wythenshawe, dans le sud de Manchester, Jamie Draven est le plus jeune de trois garçons (ses frères se prénomment John et Jason). Il pense à devenir footballeur, mais se tourne vers la comédie à l'âge de 16 ans. Il termine son lycée avec difficulté et déménage à Londres pour réaliser ses ambitions d’acteur, bien qu’il n’ait aucune formation théâtrale.
À l'âge de 19 ans, il obtient un rôle dans une série dramatique Butterfly Collectors diffusée en 1999 par Granada Television. En 2000, il tient un rôle important dans Billy Elliot. En 2002, il décroche l'un des rôles principaux, celui de Jamie, dans la série anglaise Ultimate Force.

## Filmographie

### Cinéma
- 2000 : Billy Elliot de Stephen Daldry : Tony Elliot, frère de Billy
- 2007 : Jetsam : Kemp
- 2007 : Badland : Jerry Rice
- 2010 : Survival
- 2012 : Starbright : Peter
- 2017 : Division 19

### Télévision
- 1998 : The Bill : dans le rôle d'un membre de gang
- 1999 : Butterfly Collectors : Dex Lister
- 2000 : Always and Everyone : Ryan
- 2001 : Résurrection 2001 : D.S. Jez Clifton
- 2002 - 2003 : Ultimate Force : Cpl. Jamie Dow
- 2003 : Watermelon : James Wearing
- 2005 : Dans la Peau : Andrew Stadden
- 2007 : Mobile : Maurice Stoan
- 2011 : The Body Farm : Mick Flannery
- 2013 : The Mill : Robert Greg
- 2015 : Residue : Levi Mathis